# Deep Fear
Deep Fear (ディープフィアー) est un jeu vidéo de type survival horror sorti exclusivement sur Saturn en 1998, uniquement au Japon, en Europe et en Australie. Le jeu a été développé par Sega CS2 et édité par Sega.
Deep Fear est officiellement le dernier jeu à être sorti sur Saturn européenne.

## Synopsis
Un petit OVNI tombe au fond l'océan Pacifique. Le sous-marin nucléaire Sea Fox est envoyé afin de le récupérer, avant de se ravitailler à la station sous-marine Big Table. Peu de temps après, la station perd le contact avec le sous-marin, lequel percute une partie de l’installation. Le commandant de Big Table envoie alors une équipe de secours, dont fait partie le héros, John Mayor, ancien membre des SEALs.
Mais rapidement, un virus faisant muter les êtres humains de la base en monstres sanguinaires se répand.

## Système de jeu
Le jeu se base sur une jouabilité de type survival horror, à l'instar de la série de Capcom Resident Evil. Il existe plusieurs armes, dont le TMP et le fusil à pompe. Le jeu débute dans une base sous-marine de recherches appelée Big Table.
Contrairement à un survival-horror classique dans lequel les munitions et les soins sont rationnés, des stocks de munitions et des boîtes de premier secours sont présents en quantité infinie un peu partout (juste limités par l'inventaire du joueur), ce qui atténue le côté survival du jeu, sans doute pour compenser la visée imprécise.
Une caractéristique unique au jeu est la gestion de l'air : les générateurs d'air ayant été endommagés, la quantité d'air dans chaque partie de la base et du sous-marin décroit, obligeant le joueur à régulièrement réamorcer les niveaux d'air à la normale par le biais de pompe.
Les actions du personnage sont plus nombreuses que dans Resident Evil, pouvant ainsi se déplacer en tirant, ou pouvant se déplacer dans des espaces inondés (lentement, et équipé d'un petit masque à oxygène à la capacité limitée).

## Réception

### Sortie
En plus d'être le dernier jeu à être sorti sur Saturn en Europe, seuls 1 000 exemplaires ont été commercialisés sur ce continent, ce qui en fait un titre difficile à se procurer.

### Accueil
Deep Fear a été globalement bien accueilli.
En France, Jeuxvideo.com trouve que « [l]es décors entièrement en 2D pré-calculée sont agréables à l’œil, notamment grâce à de jolis rendus de lumières » et que « [l]a mise en scène est sans conteste une grande réussite », mais reporte quelques « défauts de jeunesse », trouvant que « [c]ertains doublages sont caricaturaux, ridicules et véritablement pathétiques. Difficile à dire s’il s’agit d’un trait d’humour de la part des concepteurs mais, une chose est sûre, le résultat est grotesque et de très mauvais goût. » ; toutefois, il reconnaît que l'ambiance sonore, avec des bruitages de qualité mais des musiques « très discrètes », compense ce défaut : « avouons que le résultat est de grande qualité. Le râle des monstres, le bruit de l’air dans le système d’aération, le clapotis de l’eau et le son des gouttelettes qui tombent par terre, le joueur a vraiment l’impression de se trouver dans une base sous-marine dans les abysses de l’océan Pacifique. ». Enfin, le site français conclut que « ce titre […] a tout de même de gros atouts à faire valoir et […] a fait l’objet d’un travail considérable de la part de ses développeurs. ».
Sega Mag considère Deep Fear comme étant « le meilleur Survival Horror de la Saturn », avec une « ambiance générale […] oppressante et bien rendue grâce aux superbes musiques, vidéos et à la mise en scène des différentes apparitions des monstres ». Comparée à celle de Resident Evil, le site français juge la réalisation de Deep Fear « supérieure à tous les niveaux ».
En Amérique, GameSpot apprécie le scénario du jeu ainsi que « la grande quantité de séquences vidéo très bien faites » et remarque que, sur la version japonaise, « les doublages en anglais sont très bien faits, ce qui n'est pas le cas de Resident Evil 1 et Resident Evil 2 ».

### Postérité
En 2009, GamesRadar+ dresse une liste des « 123 jeux ayant un potentiel de franchise inexploité » et classe Deep Fear à la 74e place. Le site anglais définit le jeu comme une rencontre entre Resident Evil et The Abyss et déclare : « ce survival horror d'ambiance utilisait également des ressources en air limitées et un silence de plomb pour créer de la tension (un peu à la Dead Space). Bien que nous attendons avec impatience BioShock 2, nous ne dirions pas non à un nouvel épisode de Deep Fear ».

## Particularités
- Alors que dans Resident Evil, le joueur ne pouvait pas courir et tirer en même temps, cette action est désormais possible dans Deep Fear[1] ;
- Le jeu est en partie inspiré des films Abyss de James Cameron et Leviathan de George P. Cosmatos[réf. souhaitée] ;
- Le chef des SEAL est un colonel, alors que ce grade n’existe pas dans la marine américaine ;
- La bande originale du jeu a été composée par Kenji Kawai, connu pour être à l'origine des bandes-son de Ranma ½, Patlabor 2 et Ghost in the Shell[4].